# Enicospilus isolde
Enicospilus isolde là một loài tò vò trong họ Ichneumonidae.